# CompHEP
Программный пакет CompHEP предназначен для вычисления матричных элементов распада элементарных частиц или их рассеяния при высоких энергиях. CompHEP базируется на вычислительном аппарате квантовой теории калибровочных полей. В частности, он использует технику квадрированных диаграмм Фейнмана в древесном приближении. По умолчанию, CompHEP включает лагранжиан Стандартной Модели в двух калибровках, унитарной и т'Хофта-Фейнмана, и несколько вариантов суперсимметричного расширения Стандартной Модели (MSSM). Однако, пользователи могут создавать собственные физические модели, базирующиеся на различных лагранжианах. Для этого можно использовать специальную программу LanHEP. CompHEP применяется для расчёта полных сечений рассеяния в низшем порядке теории возмущений и построения различных кинематических распределений для процессов с несколькими частицами в конечном состоянии (вплоть до 6-7). В случае необходимости, в расчётах можно использовать различные наборы квантовохромодинамических и электрослабых диаграмм, массы фермионов и бозонов и ширины нестабильных частиц. События, приготовленные с помощью пакета CompHEP, можно использовать на дальнейших этапах моделирования процессов рассеяния. Например, события можно обработать в программах PYTHIA и HERWIG в виде потока внешних событий.
Проект CompHEP начал развиваться в Институте Ядерной Физики им Д. В. Скобельцина Московского Государственного Университета им М. В. Ломоносова в 1989 г. На протяжении 18 лет шло интенсивное развитие программ проекта CompHEP, и в настоящее время он является мощным инструментом, предназначенным для автоматических вычислений процессов столкновения элементарных частиц при высоких энергиях. За последние годы CompHEP использовался в большом количестве экспериментальных задач. Некоторые из них перечислены на схеме 